# 梅里克縣 (內布拉斯加州)
梅里克縣（英語：Merrick County）是美國內布拉斯加州東部的一個縣，南界普拉特河。面積1,281平方公里。根據美國2000年人口普查，共有人口8,204人。縣治森特勒爾城（Central City）。
成立於1858年11月4日，縣政府成立於1859年10月12日。縣名內布拉斯加準州議會議長亨利·W·德·皮（Henry W. De Puy）的夫人埃爾維拉·梅里克·德·皮（Elvira Merrick De Puy）。